# Sveti Nikole (kommun)
Sveti Nikole (makedonska: Свети Николе) är en kommun i Nordmakedonien. Den ligger i den centrala delen av landet, 50 km öster om huvudstaden Skopje. Antalet invånare är 18 497. Arean är 483 kvadratkilometer.
Följande samhällen finns i Sveti Nikole:
- Sveti Nikole
- Gorobinci
- Amzabegovo
- Gorno Crnilište
- Peširovo
- Dolno Crnilište
- Knežje